# Hoge vertegenwoordiger van de Unie voor buitenlandse zaken en veiligheidsbeleid
De hoge vertegenwoordiger van de Unie voor buitenlandse zaken en veiligheidsbeleid is een belangrijke politieke functie in de Europese Unie die informeel ook als "minister van Buitenlandse Zaken van de Europese Unie" of "EU-buitenlandchef" wordt aangeduid. De gezagsdrager kan de Unie alleen vertegenwoordigen op beleidsterreinen en onderwerpen waarover reeds consensus onder de lidstaten is.
De positie wordt steeds voor een periode van vijf jaar bezet door een van de 27 Europees commissarissen, op voordracht van de Europese Raad, de vergadering van regeringsleiders en gekozen staatshoofden van de lidstaten, door een besluit dat met gekwalificeerde meerderheid is genomen. Er is instemming nodig van de voorzitter van de Europese Commissie en goedkeuring vereist van het Europees Parlement. Deze procedure vind plaats in aansluiting op de verkiezingen voor het Europees Parlement, zittingsduur is gelijk aan die van het Parlement en bezetting van de topposities moeten recht doen aan de verkiezingsuitslag.
De hoge vertegenwoordiger wordt bijgestaan door de Europese dienst voor extern optreden. De post wordt sinds 1 december 2024 ingevuld door de Estse Kaja Kallas.

## Geschiedenis
De functie ontstond bij het Verdrag van Amsterdam als hoge vertegenwoordiger voor het gemeenschappelijke Buitenlandse- en Veiligheidsbeleid en werd in 1999 ingevuld door de secretaris-generaal van de Raad van Ministers van de Europese Unie, op dat moment de Duitser Jürgen Trumpf. Na een paar maanden maakte hij plaats voor Javier Solana die de functie tien jaar uitvoerde.
De functie werd uitgebreid door het Verdrag van Lissabon, dat in werking trad op 1 december 2009 en combineert twee functies van voor het Verdrag van Lissabon:
- De hoge vertegenwoordiger van het gemeenschappelijk buitenlands en veiligheidsbeleid. Deze functie werd geïntroduceerd in het Verdrag van Amsterdam. De hoge vertegenwoordiger 'oude stijl' was geen lid van de Europese Commissie maar werkte voor de Raad van de Europese Unie. Hij vervulde zijn functie steeds in samenwerking met de nationale minister van buitenlandse zaken die op een gegeven moment (door het rotatiesysteem) voorzitter was van de Raad van de Europese Unie. De laatste persoon die deze functie vervulde was Javier Solana.
- De Europees commissaris voor Externe Relaties (buitenlandse betrekkingen en nabuurschapsbeleid), die verantwoordelijk is voor de representatie van de Europese Commissie in het buitenland. In dezelfde periode als Solana werd deze functie vervuld door Christopher Patten (1999–2004) en Benita Ferrero-Waldner (2004–2009).

## Lijst van hoge vertegenwoordigers
| Nr. | Portret | Hoge Vertegenwoordiger | Land                | Partij                                         | Termijn         | Termijn         | Noten |
| --- | ------- | ---------------------- | ------------------- | ---------------------------------------------- | --------------- | --------------- | --- |
|     |         | Jürgen Trumpf          | Duitsland           | onafhankelijk diplomaat                        | 1 mei 1999      | 18 oktober 1999 | Waarnemend |
| 1   |         | Javier Solana          | Spanje              | Europees: PES Nationaal: PSOE                  | 18 oktober 1999 | 1 december 2009 | Als hoge vertegenwoordiger van het gemeenschappelijk buitenlands en veiligheidsbeleid Ook secretaris-generaal van de Raad van Ministers van de Europese Unie |
| 2   |         | Catherine Ashton       | Verenigd Koninkrijk | Europees: PES Nationaal: Labour                | 1 december 2009 | 1 november 2014 | Functie uitgebreid door het Verdrag van Lissabon Commissie-Barroso II                                                                                        |
| 3   |         | Federica Mogherini     | Italië              | Europees: PES Nationaal: PD                    | 1 november 2014 | 1 december 2019 | Commissie-Juncker |
| 4   |         | Josep Borrell          | Spanje              | Europees: PES Nationaal: PSOE                  | 1 december 2019 | 1 december 2024 | Commissie-Von der Leyen I |
| 5   |         | Kaja Kallas            | Estland             | Europees: ALDE Nationaal: Eesti Reformierakond | 1 december 2024 |                 | Commissie-Von der Leyen II |